# Institut national de police scientifique
L'Institut national de police scientifique (INPS) était un établissement public à caractère administratif français, sous tutelle de la direction générale de la Police nationale (DGPN), avec « pour mission de réaliser tous les examens, recherches et analyses d'ordre scientifique et technique qui lui sont demandés par les autorités judiciaires ou les services de police et de gendarmerie aux fins de constatation des infractions pénales et d'identification de leurs auteurs. »
Créé par la loi sur la sécurité quotidienne de 2001, il est intégré au service national de police scientifique en 2021,.

## Organisation
L'INPS exerce ses missions en lien étroit avec le service central de la police technique et scientifique qui fait partie de la direction générale de la Police nationale (DGPN).
L’INPS est dirigé par un fonctionnaire appartenant au corps de conception et de direction de la Police nationale. Rien dans la loi ni le règlement en France n'oblige ce fonctionnaire à avoir des qualifications scientifiques reconnues au niveau international telles que le doctorat.
L’INPS comporte 5 laboratoires de police scientifique :
- le premier laboratoire de police scientifique créé au monde par Edmond Locard en 1910 à Lyon,
- le laboratoire de police scientifique de Lille (INPS/LPS59),
- le laboratoire de police scientifique de Marseille (INPS/LPS13),
- le laboratoire de police scientifique de Paris (INPS/LPS 75)
- le laboratoire de police scientifique de Toulouse (INPS/LPS31)

Il comprend par ailleurs le service central des laboratoires qui centralise la documentation scientifique, gère le budget et coordonne l’activité des cinq laboratoires de police scientifique et du laboratoire de toxicologie de la préfecture de police.
Les laboratoires de police scientifique comportent les divisions suivantes :
- Division identification de la personne :

1. La biologie-génétique : recherche de traces biologiques sur des objets, analyse d’écouvillons et détermination de la nature de la trace (sang, sueur, sperme, salive…), établissement de profils génétiques, comparaison entre un profil génétique issu d’une trace et un profil génétique issu d’un individu.
2. Les traces papillaires : révélation de traces papillaires avec diverses méthodes physicochimiques compatibles avec une recherche d’ADN ultérieure.
3. Les documents : analyse de l’authenticité d’un document, analyse de documents contrefaits avec détermination de la méthode utilisée, recherche de foulages, identification d’un photocopieur, comparaison d’écritures manuscrites.
4. Autres traces : examen de traces d’outils, de pneus et de traces de chaussures.

- Division chimie :

1. Les incendies/explosions : détermination de l’origine d’un incendie, recherche de traces d’hydrocarbures, source et modes de propagations de l’incendie, analyse d’explosifs.
2. La physico-chimie : analyse de résidus de tirs sur des tamponnoirs ou vêtements d’un suspect, examen de filaments d’ampoules de phares pour savoir connaître l’allumage au moment d’un accident, examen de peintures, de verres, de terres, d’encres et de fibres.
3. Les stupéfiants : détermination du type de stupéfiants de sa composition chimique, dosage des composants du produit stupéfiant, rapprochements d’affaires et gestion de la base de données STUPS.
4. La toxicologie : analyse et dosage d’un toxique sur des prélèvements autopsiques, analyse de prélèvements effectués sur le vivant (alcoolémie, stupéfiants, cas de soumissions chimiques)

- Autres spécialités :

1. La balistique : examen d’armes et d’éléments de tirs, détermination d’une trajectoire et d’une distance de tir, comparaison entre différents éléments de tirs pour savoir s’ils proviennent de la même arme et identification d’une arme à partir d’un tir de comparaison et d’un projectile relevé sur les lieux (à l’aide du logiciel FNIB : fichier national d’identification balistique)
2. Technologies numériques : analyse de la téléphonie, des données GPS, et des vidéos
3. L'odorologie : analyse des odeurs par des chiens afin notamment de confondre les criminels ou d'identifier l'odeur d'objets.

## Architecture
Le regroupement à Saint-Denis (Seine-Saint-Denis) des services parisiens de l'INPS dans des locaux neufs a fait l'objet d'un concours d'architecture lancé en 2015 et remporté début 2016 par les architectes Philippe Ameller, Jacques Dubois et Associés.